# Ligne de Valleroy-Moineville à Villerupt-Micheville
La ligne de Valleroy-Moineville à Villerupt-Micheville est une ligne non exploitée du réseau ferré de l'Est de la France en région Lorraine.
Établie en Meurthe-et-Moselle, elle relie la gare de Valleroy - Moineville sur la ligne de Conflans-Jarny à Hagondange, à celle d'Audun-le-Roman sur la ligne de Longuyon à Thionville et de Villerupt-Micheville, établie en cul-de-sac, gare terminus de la ligne en provenance de Longwy.
Elle acheminait un trafic fret important alimenté par les nombreux embranchements miniers à voie normale qui jalonnaient le parcours.
Elle constitue la ligne 220 000 du réseau ferré national, et la ligne n°67 du réseau des Chemins de fer de l'Est.

## Historique

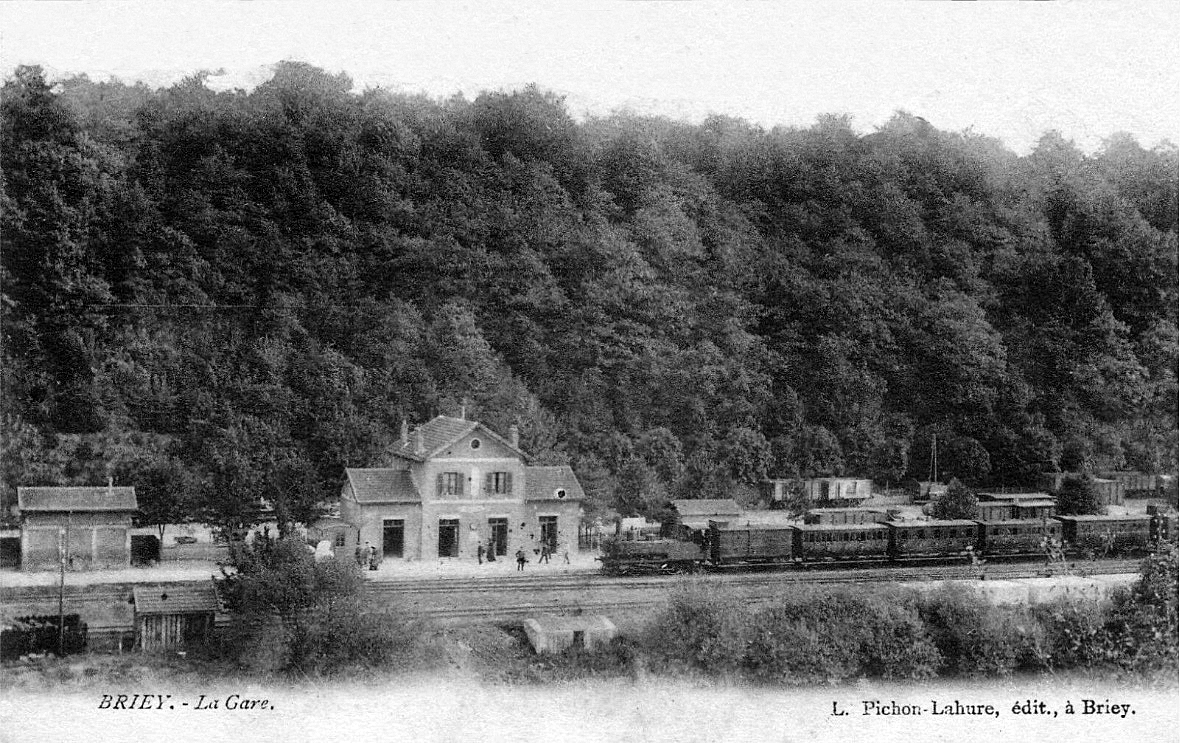
Première gare de Briey, alors en impasse.

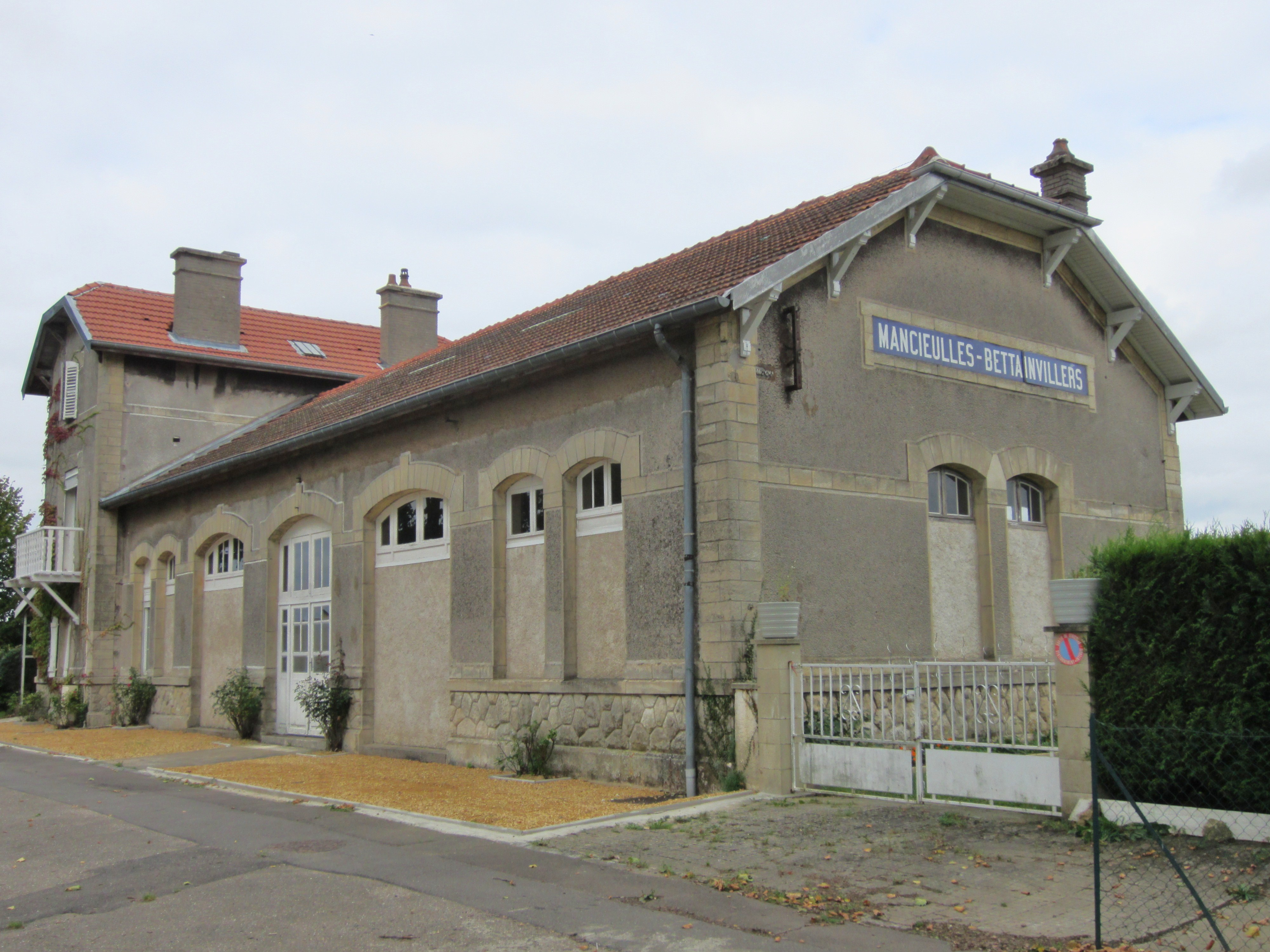
Mancieulles - Bettainvillers.

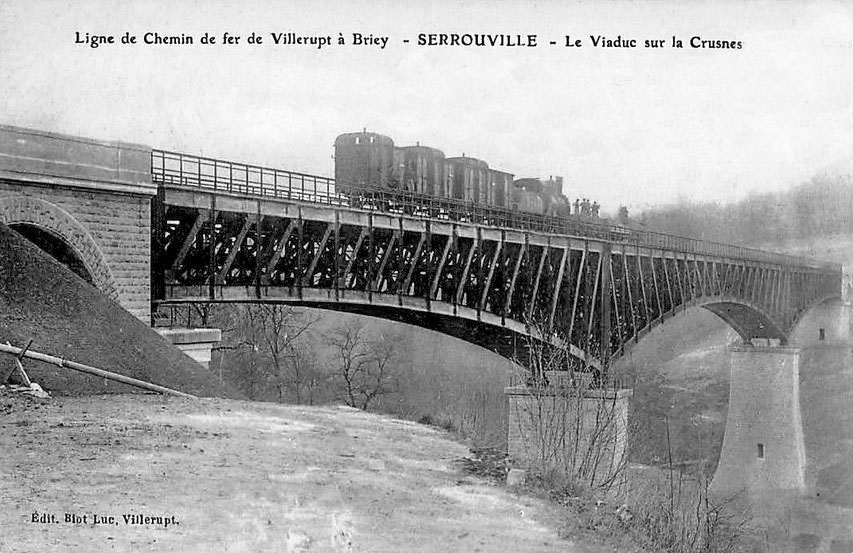
Le viaduc de Serrouville.

Le premier projet ferroviaire concernant cette région apparaît en 1863, dans le cadre de la Voie ferrée d'intérêt local, c'est celui d'une ligne de Briey à Aumetz, via Audun-le-Roman, disposant de deux embranchements vers Villerupt et vers Longwy. Il provient des besoins en minerai calcaire nécessaire à la réalisation d'un « mélange autofondant » utile économiquement pour les hauts fourneaux. Venant des industriels, il est néanmoins insuffisamment financés par ceux-ci et rencontre l'opposition des communes traversées, ce qui explique son abandon. La Guerre franco-allemande de 1870 et en conséquence la cession de l'Alsace-Lorraine par la France à l'Empire allemand modifie les besoins en relations ferroviaires, de la région, des industriels, mais aussi de la Compagnie des chemins de fer de l'Est qui se retrouve avec « un réseau incohérent, avec des lacunes qu'il faut combler. La liaison entre la Mer du Nord et la Suisse qui transitait par Metz est interrompue par la nouvelle frontière ».
À l'origine simple embranchement desservant Briey sur la ligne de chemin de fer située « d’un point de la frontière belge, à déterminer par le Gouvernement, à un point de la vallée de la Moselle, également à déterminer par le Gouvernement, la compagnie de l’Est entendue, ledit chemin desservant soit directement, soit par embranchement, les terrains miniers d’Hussigny, de Villerupt et de la vallée de l’Orne, ainsi que les villes de Briey et de Thiaucourt », cette ligne fut ultérieurement prolongée afin de mieux desservir les embranchements miniers meurthe-et-mosellans.
Il convient de noter que les travaux préparatoires à la loi du 17 juin 1873, qui déclare d'utilité publique cet embranchement, faisaient de Briey une ville située pleinement sur le tracé d'une ligne de chemin de fer située « de la frontière belge, près Longwy, à la ligne de Nancy à Metz, près d’Arnaville, par Audun-le-Roman et Briey, avec embranchement sur Villerupt, sur la vallée de l’Orne et sur Thiaucourt. » Cette liaison, voulue par le Gouvernement français à la suite de la perte de la Moselle lors de la guerre de 1870, visait à « réparer une des plus grandes brèches de notre réseau de l’Est », « remettre en communication la frontière belge avec la ligne de la Moselle et, par suite, […] rétablir nos communications vers la Suisse », et enfin « mettre en communication avec son chef-lieu l’arrondissement de Briey ». Toutefois, le ministère de la Guerre considérant que cette ligne, trop proche de la frontière prussienne, pouvait nuire à la sécurité nationale, son tracé fut modifié afin de l'en écarter.
Finalement, elle fut construite à la fin des années 1870 mais ne dessert directement aucune des villes précitées qui reçurent toutefois des embranchements vers cette ligne ou d'autres du réseau. Il s'agit de la ligne de Longuyon à Onville et Pagny-sur-Moselle.
- Thiaucourt fut dès lors desservi par un embranchement, en impasse, entre Thiaucourt et Onville. Il ne sera prolongé vers Lérouville (sur la ligne Paris-Strasbourg) qu'en 1923 (cette ligne fait actuellement partie de la ligne de Lérouville à Metz-Ville) ;
- Hussigny reçut également une ligne embranchée partant de Longwy et aboutissant, en impasse, à Villerupt-Micheville, par la ligne de Longwy à Villerupt-Micheville ;
- la ligne desservant Briey ainsi que les mines de Villerupt fut également réalisée comme une ligne locale, embranchée sur plusieurs autres lignes mais en impasse au niveau de Villerupt[4].

Cette dernière, qui partait à l'origine de Conflans-Jarny, fut appelée ligne de Valleroy-Moineville à Villerupt après qu'une nouvelle section ait été réalisée entre Valleroy et Jœuf-Homécourt puis Moyeuvre-Grande où elle se connecte à la ligne Alsace-Lorraine vers Hagondange, le tout est actuellement regroupé sous l'appellation de ligne de Saint-Hilaire-au-Temple à Hagondange.

## Tracé
La ligne se détache de l'actuelle ligne de Saint-Hilaire-au-Temple à Hagondange à Valleroy-Moineville. Elle descend ensuite vers la vallée du Woigot qu'elle atteint à Moutiers après avoir traversé une colline en tranchée. La nature encaissée et sinueuse de la vallée nécessite plusieurs ponts et un long tunnel à Briey. La ligne prend ensuite de la hauteur et atteint Audun-le-Roman, qui fut gare-frontière du temps de l'occupation allemande de l'Alsace-Lorraine. Après Audun-le-Roman, elle continue à prendre de la hauteur, franchit le viaduc de Serrouville et atteint son altitude maximale près de Tiercelet. Elle redescend ensuite à flanc de coteau vers Villerupt-Micheville en traversant Thil sur un viaduc.
Sur plus de deux kilomètres et demie, et avec une différence de niveau importante, son tracé longe de très près la ligne de Longwy à Villerupt-Micheville, malgré la présence de nombreux ouvrages d'art.
La gare de Villerupt est un terminus pour les deux lignes situé en hauteur ; il n'existe pas de connexion avec les lignes, gérées par l'AL qui desservaient l'autre côté de la frontière et la différence de niveau est de plus de 50 mètres. 

## Desserte
Cinq mines de fer furent raccordées à la voie d'Audun-le-Roman à Briey : Sancy (entre les stations de Sancy et de Tucquegnieux), Anderny-Chevillon et Tucquegnieux (station de Tucquegnieux), Saint-Pierremont (station de Mancieulles-Bettainvillers), et cinq mines furent raccordées à la ligne de Conflans-Jarny à Briey et Homécourt : Moutiers (station de Moutiers), Homécourt (station d'Homécourt), Auboué (station d'Auboué), Jarny (station de Conflans-Jarny), Valleroy (station de Valleroy-Moineville).

## Chronologie

### Déclaration d'utilité publique
- Valleroy-Moineville - Briey : 17 juin 1873[3],[7]
- Briey - Villerupt-Micheville : 12 avril 1900[8],[9]

### Concession à laCompagnie des chemins de fer de l'Est
- Valleroy-Moineville - Briey : convention du 17 juin 1873, approuvée par la loi du même jour[3]
- Briey - Villerupt-Micheville : convention du 15 mai 1899, approuvée par la loi du 12 avril 1900[8]

### Ouverture
- Valleroy-Moineville - Briey : 1er septembre 1879[1]
- Briey - Audun-le-Roman : 15 octobre 1906[1]
- Audun-le-Roman - Villerupt-Micheville : 1er décembre 1907[1]

### Électrification
- Valleroy-Moineville - Mancieulles-Bettainvillers : 25 mai 1956 (mise sous tension), 9 août 1956 (inauguration)[10]
- Mancieulles-Bettainvillers - Audun-le-Roman : 7 février 1956[10] ou 14 février 1956[11]
- Audun-le-Roman - Villerupt-Micheville : 20 juillet 1965[10]

### Fermeture au trafic voyageurs
- Valleroy-Moineville - Briey : 6 août 1973[1]
- Briey - Villerupt-Micheville : 15 mai 1939[1]

### Fermeture administrative
La ligne a été fermée par sections :
- Valleroy-Moineville (326,400) - Briey (330,600) : 1er mai 1989[12]
- Briey (330,600) - Tucquegnieux (339,800) : 30 septembre 1990[13]
- Tucquegnieux (339,800) - Villerupt-Micheville (367,809) : 9 mars 2016[14]

### Déclassement
- Valleroy-Moineville (326,400) - Briey (330,600) : 16 décembre 1991[12]
- Briey (330,600) - Tucquegnieux (339,800) : 22 février 1991[13]